# Кинг Конг
Вижте пояснителната страница за други значения на Кинг Конг.
Кинг Конг е художествено чудовище, наподобяващо гигантска горила, което участва в няколко филма, включително първия от 1933 г. и неговите римейкове от 1976 и 2005 г., както и различни продължения на първите два филма. Героят се е превърнал в едно от най-известните филмови икони и се появява също и в книги, комикси, видео игри и други. Неговата роля в различните разкази е от буйстващо чудовище до трагичен антигерой. Правата над героя се държат от киностудиото „Юнивърсъл”, с частични права, държани от наследниците на Мериан Купър, корежисьор и копродуцент на оригиналния филм и автор на героя.

## История
В оригиналния филм героят се нарича Конг – име, дадено му от жителите на Острова на черепа, остров в Тихия океан, където Конг живее заедно с други огромни животни като плезиозаври, птерозаври и динозаври. Американски филмов екип, воден от Карл Денам, улавя Конг и го закарва в Ню Йорк, където той е изложен като „Осмото чудо на света“.
Конг се освобождава и се покатерва на Емпайър Стейт Билдинг (Световния търговски център в римейка от 1976 г.), където е застрелян и убит от самолет. Но както Денам казва, „Красавицата уби звяра“, защото Конг се покатерва на сградата, за да се опита да защити Ан Дароу – актрисата, първоначално дадена на Конг като жертвоприношение. (В римейка от 1976 г. героинята се казва Дуан.)